# Standupcomedy
Standupcomedy er en form for scenekomik med enkle virkemidler, hvor komikeren møder publikum alene og kun udstyret med en mikrofon. Det eneste hjælpemiddel er komikerens viden og evne til at spille andre roller.
Standupkomikerens scene er ofte i pubmiljøer. Formen er ofte personlig og udleverende. Ofte er komikken rettet mod aktuelle personer enten fra politik eller fra kendislivet.
Publikum klapper og griner, når de synes, komikeren er god.

## Standupcomedy i Danmark
Standupkomikerne revolutionerede mediebilledet i Danmark op igennem 90'erne. Der blev født store stjerner, de fleste startede på en lillebitte scene på Restaurant DIN's i København sidst i 80'erne. En af de allerførste komikere på Restaurant DIN's scene var Roger Kormind, senere fulgte navne som bl.a. Casper Christensen, Jan Gintberg, Mette Lisby, Thomas Wivel og Lars Hjortshøj.

## Open Mic i Danmark
En "open mic" aften er en event, hvor enhver kan optræde på scenen og vise deres talent, uanset om det er stand-up comedy, poesi, sang eller noget helt fjerde. Det er en fantastisk mulighed for nye talenter at få erfaring og for erfarne artister at prøve nyt materiale og teste deres grænser. Publikum kan forvente en underholdende aften, hvor der er både gode og mindre gode indslag, men altid med masser af sjov og energi.